# Издавачки фонд Српске православне цркве
Издавачки фонд Српске православне цркве Архиепископије београдско-карловачке је установа Српске православне цркве која се бави издавачком, трговачком и мисионарском дјелатношћу.

## Историја
Издавачки фонд је основан 1996. године одлуком патријарха српског Павла. Он је био први предсједник Фонда.
Циљеви Фонда су:
- да помаже издавање уџбеника за богословије и Богословски факултет Српске православне цркве;
- да помаже издавање књига вјерске, моралне и национално-историјске садржине;
- да помаже издавање службеног листа Српске православне цркве, новина и других стручних и научних часописа и публикација, брошура, цртежа и образаца Српске православне цркве;
- да помаже издавање богослужбених књига, издавање и штампање икона;
- да помаже црквено појање, издавање књига црквеног појања, снимање и издавање аудио, видео и фоно-касета, и да помаже другу издавачку делатност Српске православне цркве.

## Дјелатност
Издавачки фонд је од октобра 2007. године организован као пословни систем Архиепископије београдско-карловачке подијељен на издавачки, графички, трговачки и медијско-мисионарски сектор.
У оквиру издавачке дјелатности покренуто је више пројеката: Сабрана дела патријарха Павла, Монографија „Слово љубве“, Манастири и цркве Архиепископије београдско-карловачке (у два тома) и издања из области црквеног појања. У оквиру графичког сектора запажену улогу врши Штампарија Српске патријаршије. Она је већ два пута била добитник награде „Златни печат“ која се додјељује на Међународном сајму графичке и папирне индустрије ГРАФИМА, који се одржава од 1979. године у организацији Београдског сајма књига. Улога трговачког сектора је да се бави великопродајом која покрива простор цијеле Српске православне цркве, а у малопродајне сврхе отварају се и посебни објекти. У оквиру Издавачког фонда дјелује и радио Архиепископије београдско-карловачке под називом „Слово љубве“.
Издавачки фонд излаже своја дјела на Београдском сајму књига, а у организацији Штампарије СПЦ организује се Божићни сајам и други пројекти са мисионарским садржајима.